# Les Menuires
Les Menuires – francuski ośrodek narciarski położony w regionie Owernia-Rodan-Alpy, w departamencie Sabaudia, w gminie Saint-Martin-de-Belleville. Leży w Alpach Graickich na wysokości 1815 m n.p.m. Został założony w 1964 r. i jest częścią obszaru Trzy Doliny, który jest największym na świecie terenem narciarskim. 
Znajdują się tutaj 62 trasy, 39 wyciągów i 48 restauracji. W 1992 r. rozegrano tu niektóre konkurencje narciarstwa alpejskiego w ramach igrzysk w Albertville.